# Abenadar

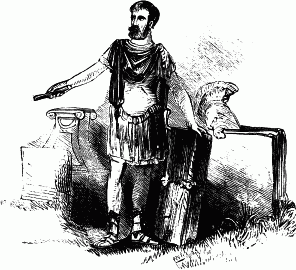
Ilustração de um centurião romano

Abenadar (também chamado: Abenader, Ctesifonte, Tesifonte ou Abenamar) é o nome de um capitão romano que, segundo a visão da mística e freira agostiniana Anna Catarina Emmerich (1774-1824), teve um papel importante na história da crucificação de Jesus. Sua existência histórica não é garantida, não é mencionado pelo nome nos evangelhos canônicos. No entanto, seu nome aparece com frequência nas obras de arte moderna e em peças da Paixão, pelas quais recebeu o status de figura extra-bíblica apócrifa.

## Visões de Emmerich
Abenadar, além de Longino, é um dos dois soldados romanos mencionados pelo nome nos anais Das bittere Leiden unseres Herrn Jesus Christus ("A Paixão dolorosa de Nosso Senhor Jesus Cristo") de Anna Catarina Emmerich escrito por Clemens Brentano. Abenadar era árabe de nascimento, mais tarde, como convertido, foi batizado com o nome Ctesifón. O esquadrão do capitão Abenadar substitui outro esquadrão durante a crucificação. Abenadar impede alguém de apedrejar o bom ladrão, Dimas, que regulamentou a Crucificação de Jesus entre os espectadores boquiabertos. Mais tarde, Abenadar faz Jesus tomar um gole da esponja que é embebida em vinagre colocada em um hissopo (cf. Jn 19, 29). Quando Jesus morreu e a terra começou a tremer, Abenadar veio à fé e reconheceu Jesus como Filho de Deus (veja Mateus 27:54, Marcos 15:39, Lucas 23:47). Mais tarde, Abenadar conta ao governador Pôncio Pilatos sobre a morte de Jesus (ver Mc 15, 44) e o terremoto. Abenadar também está presente na Descida da Cruz.

## Literatura e cinema
Não raro, autores e cineastas têm tomado a figura de Abenadar das visões de Emmerich para suas obras. Por exemplo, no filme de 2004 de Mel Gibson, A Paixão de Cristo, o ator italiano Fabio Sartor desempenha o papel de Abenadar. Ele supervisiona a crucificação de Cristo como capitão e é retratado como um oficial que desaprova a crueldade de seus subordinados e fica profundamente impressionado com a pessoa de Jesus. Em seu romance de 1955 "Longinus the Witness", o escritor Louis de Wohl nomeia um dos oficiais interinos como Abenadar. Como Longino, ele foi convertido após os eventos da crucificação. A história da vida de Abenadar é descrita na ficção pelo autor britânico L. D. Alford em seu romance de 2008 "Centurion".

## Abenadar e Estêfatão
Na iconografia cristã, o portador da esponja geralmente tem o nome de Estêfatão. A semelhança sonora dos nomes de Estêfatão e Ctesifón (o nome de Abenadar após seu batismo), que vêm do grego, é impressionante. Nas lendas da tradição cristã, às vezes as figuras do capitão e do Longino vêm juntas.